# Hannah van Lunteren
Hannah van Lunteren (Den Haag, 30 november 1980) is een Nederlandse actrice.
Zij woonde haar hele jeugd in Den Haag. Na het vwo studeerde zij aan de Toneelschool Maastricht.
Ze was in 1993 te zien in de aflevering Het Interview van Oppassen!!! als Annelein Bijvoet waarin ze een interview doet voor de schoolkrant. 
Toen zij veertien was speelde zij in haar eerste film De nieuwe moeder van Paula van der Oest. Hierna heeft zij in diverse films, toneelstukken en tv-series gespeeld. Haar belangrijkste rollen zijn die van Assepoester in Lang en gelukkig (film) en van Julia in Romeo en Julia ook speelde ze in de telefilm: Dames 4. Ze werkte onder andere bij ZTHollandia en het NNT.
Van Lunteren speelde negen jaar als vaste actrice bij het Ro Theater, onder regie van Jetse Batelaan, Pieter Kramer en Alize Zandwijk. Ze ging daarna freelance werken voor theater, televisie en film.
In 2016 was Van Lunteren als Machteld te zien in de televisieserie Nieuwe buren.
In het najaar van 2018 vertolkte ze de rol van Marie-Claire in de film All You Need Is Love. In 2019 speelde ze de moeder van Daphne in de serie De regels van Floor. In 2021 speelde ze de rol van Claire in de film Captain Nova.
Zij heeft in 2022 al jaren een relatie met regisseur Erik Whien, die ze leerde kennen aan de Toneelacademie Maastricht. In de zomer van 2024 vertolkte zij de rol van Lotte in de bioscoopfilm De Break-Up Club. In het voorjaar van 2025 was ze te zien als Anna in de bioscoopfilm Ik zal zien.

## Filmografie

### Film
- 1996: De nieuwe moeder, als Vanessa
- 2005: Guernsey, als vriendin van Sebastiaan
- 2006: Oswald's Traces, als vrouw van Volkert (stemrol)
- 2010: Lang en gelukkig, als Assepoester
- 2010: Luwte, als Emma
- 2010: Richting west, als Angela
- 2014: On the Verge, als Liz
- 2015: Dames 4, als Wyne
- 2015: Code M, als Louise
- 2016: Mosaic, als mevrouw de Ruyter
- 2016: Zeven dingen die ik heb geleerd over tijdreizen, als moeder van Markus
- 2017: In Blue, als Judith
- 2018: Lost & Found, als vrouw
- 2018: Doris, als Maja
- 2018: All You Need Is Love, als Marie-Claire
- 2018: Wild, als Iris
- 2019: Wat is dan liefde, als Marie Therese
- 2020: Kippenkracht, als Lotte
- 2021: Captain Nova, als Claire
- 2022: Narcosis, als moeder van Koosje
- 2022: A Capella in D mineur, als Stella
- 2023: Crypto Boy, als Nora Damen
- 2024: De jacht op Meral Ö., als Lisa
- 2024: De Break-Up Club, als Lotte Wijnhoven
- 2025: Ik zal zien, als Anna

### Televisie
- 1993: Oppassen!!!, als Annelijn
- 2008: Keyzer & De Boer Advocaten, als Marloes Vis
- 2009: Juliana, prinses van Oranje, als Martine Roëll
- 2010: Boijmans TV, als Mandy
- 2013: Penoza, als psychiater
- 2013: Levenslied, als loopbaancoach
- 2014: Ramses, als interviewster
- 2014: Divorce, als Elleke
- 2016: De Fractie, als Esther Brouwer
- 2016: Icarus, als Emma
- 2016: Nieuwe buren, als Machteld
- 2017: Suspects, als Liska Vermeulen
- 2017: Van God los, als jurist
- 2018: Klem, als officier van justitie
- 2018: Ik weet wie je bent, als Marta de Hert
- 2019: De regels van Floor, als moeder van Daphne
- 2019: Out of It, als Stien
- 2019: Keizersvrouwen, als Tamara de Winter
- 2019-2020: How to Sell Drugs Online (Fast), als Beeke
- 2020: Flikken Maastricht, als Froukje Benzema
- 2020: Kerstgezel.nl, als Carlijn
- 2021: Trecx, als verschillende personages
- 2021: Oogappels, als officier van justitie
- 2021: Swanenburg, als Aletta Mol
- 2021: Flikken Rotterdam, als Amanda Bakker
- 2021: Maud & Babs, als Claire
- 2022: Buurt Tories, als Astrid
- 2022: De verschrikkelijke jaren tachtig, als Marja 2
- 2022: Tropenjaren, als Marina
- 2022: Rampvlucht, als Annemarie Jorritsma
- 2023: Anoniem, als Annet Verharen
- 2024: De Joodse Raad, als moeder van Emil
- 2024: Welkom thuis, als Tina
- 2025: Binnenvet, als verschillende personages